# 山本山 (小千谷市)

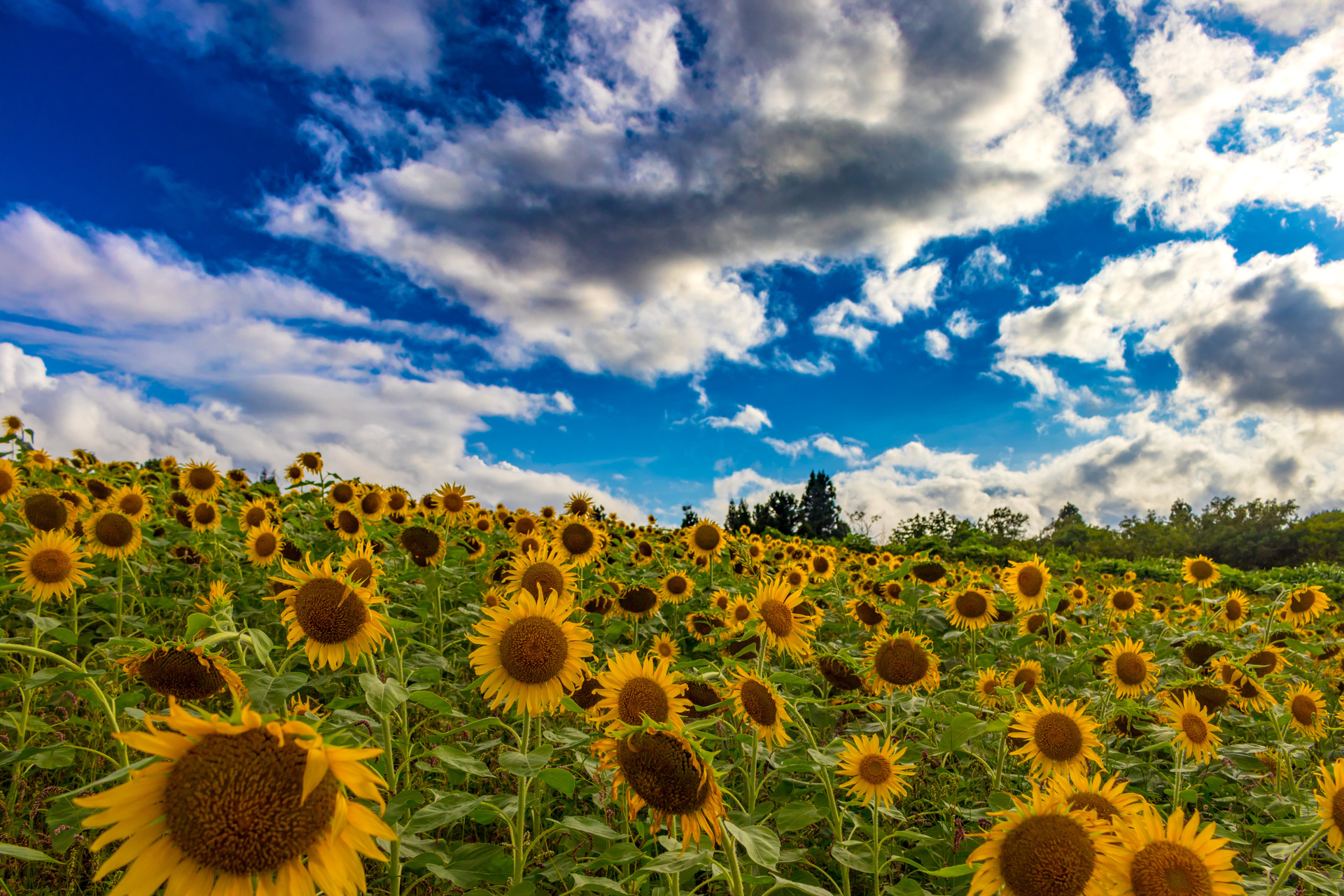
山本山高原ひまわり畑（2017年8月）

山本山（やまもとやま）は、新潟県小千谷市にある標高336.6mの山。
小千谷市の中心部から3キロほど南に位置する。JR信濃川発電所や、ふれあいの里クラインガルデン、市民の家、市営山本山育成牧場、菜の花畑などがある。
山頂には展望台、忠魂碑、西脇順三郎詩碑があり、山頂からは、越後三山が眺められる。信濃川は山本山を東へ迂回するように流れている。山頂展望台からは、信濃川や魚野川、越後三山などを眺められる。
また、関越自動車道の山本山トンネルが山を貫く。
かつて小千谷山本山高原スキー場が存在した。
クラインガルデンは2007年春に開園し、同年から2008年にかけて30棟の滞在型農園ラウベ（簡易宿泊施設）が整備された。